# 2312 (роман)
2312 — научно-фантастический роман американского писателя Кима Стэнли Робинсона, изданный в 2012 году на английском языке, в 2015 году на русском языке. Лауреат премии «Небьюла» за лучший роман (2013).

## Сюжет
Действие романа разворачивается в 2312 году, когда человеческая раса уже заселила всю солнечную систему. Сван Эр Хонг (Swan Er Hong), художник и бывший дизайнер астероидных террариумов, из города Терминатор на Меркурии, узнаёт о внезапной смерти своей бабушки Алекс, которая была очень влиятельна среди жителей Терминатора. Сван решает узнать больше о жизни Алекс и отправляется на Ио, спутник Юпитера, чтобы встретиться с Вангом, специалистом по квантовым компьютерам. В это же время город Терминатор был разрушен атакой астероида искусственного происхождения. В ходе своего путешествия по Солнечной системе Сван узнаёт все больше о серии заговоров, окружающих загадку смерти Алекс и разрушения её родного города.

## Пол и гендер
Множество людей в романе являются интерсексами или «гиннандоморфами» (имеют половые характеристики обоих полов).
Гендер и сексуальность в этом мире представлены широким разнообразием вариаций: включают женщин, мужчин, андрогинов, бигендеров, бисексуалов, евнухов, асексуалов, не определившихся, гомосексуалов, лесбиянок, квиров, инвертированных, гомосексуальных, полиамуров, хиджра и др.

## Критика
Роман получил довольно позитивную критику. Помимо выигранной премии Небьюла, в 2012 году роман также был в числе претендентов на премию BSFA и упомянут в почётном листе премии Джеймса Типтри-младшего. В 2013 году он был номинирован на премию Хьюго как лучший роман, и был претендентом премии Артура Кларка.